# Ravenea rivularis
Ravenea
Espèce
Classification phylogénétique
Ravenea rivularis (Ravénéa des berges) est une espèce de plantes à fleurs de la famille des Arecaceae. C'est un palmier tropical originaire de Madagascar, où il pousse uniquement le long des cours d'eau. Ravenea rivularis est fréquemment cultivé dans les régions subtropicales. L'espèce s'adapte bien aux différentes conditions de culture. C'est un palmier très grand, avec une large couronne désordonnée. Il a des feuilles symétriques et développe un stipe ayant une large base. C'est un palmier qui préfère une exposition humide et ensoleillée pour se développer rapidement. Il tolère différents types de sol. Les graines germent en deux ou trois mois.